# 森塞特 (阿肯色州華盛頓縣)
森塞特（英語：Sunset）是位於美國阿肯色州華盛頓縣的一個非建制地區。該地的面積和人口皆未知。

## 地理
森塞特的座標為35°48′37″N 94°00′48″W / 35.81028°N 94.01333°W，而該地的平均海拔高度為694米（即2277英尺）。